# Joseph Arthur Ball
Joseph Arthur Ball (ur. 16 sierpnia 1894, zm. 27 sierpnia 1951) – amerykański wynalazca, fizyk, technik filmowy i dyrektor Technicolor. Był także członkiem założycielem Amerykańskiej Akademii Sztuki i Wiedzy Filmowej.